# Svobodița, Tărgoviște
Svobodița (în bulgară Свободица) este un sat în comuna Antonovo, regiunea Tărgoviște,  Bulgaria. 

## Demografie
Componența etnică a satului Svobodița
     Turci (96,55%)
     Nicio identificare (3,44%)
     Altele (0%)
La recensământul din 2011, populația satului Svobodița era de 29 locuitori. Din punct de vedere etnic, majoritatea locuitorilor (96,55%) erau turci. Pentru 3,44% din locuitori nu este cunoscută apartenența etnică.